# 早川諒
早川 諒（はやかわ りょう、1990年3月2日 - ）は、日本の俳優、イラストレーターである。東京都出身。身長178cm、体重62kg。血液型O型。靴のサイズ27cm。かつてはトライストーン・エンタテイメント所属。現在はやってみたいことやってみる協会会長。

## 出演

### ドラマ
- 名探偵コナン10周年ドラマスペシャル「工藤新一への挑戦状〜さよならまでの序章（プロローグ）〜」（2006年10月2日、日本テレビ系）
- 花ざかりの君たちへ〜イケメン♂パラダイス〜（2007年7月～、フジテレビ系）- 御殿山左京 役

### 映画
- 日本映画学校卒業制作「父を追う」- 沢松延夫 役（2007年)
- エイベックス制作「はじめての家出」(2008年)

### CM
- JA「紅ほっぺ～ハート篇～」（2007年）
- 三井不動産販売「三井のリハウス」（2007年）
- クラシエ薬品「カンポウ専科」（2007年）
- アサヒ飲料「三ツ矢サイダー」(2009年)

### 舞台
- 俳優市場2008秋「ＦＬ－０５０１」 内海マコト役

### その他
- スキマスイッチPV「ガラナ」（2006年）

## 企画
- 大人になっても運動会
- 都電貸し切りライブ
- 日本でトマト祭り
- みんなの書き初め展
- 銭湯でせっけんカーリング